# Perperek (distrikt)
Perperek (bulgariska: Перперек) är ett distrikt i Bulgarien.   Det ligger i kommunen Obsjtina Kărdzjali och regionen Kărdzjali, i den södra delen av landet, 220 km sydost om huvudstaden Sofia.